# Анголагейт
Анголагейт (на английски: Angolagate) е международна политическа афера с незаконни продажби на оръжие за Ангола през 1990-те години. Скандалът избухва през 1997 г. и засяга предимно френски и анголски политици и израелски бизнесмен.

## Основни фигури
- Пиер Фалконе – френски бизнесмен;
- Аркадий Гайдамак – израелски бизнесмен;
- Жан-Кристоф Митеран – син на френския президент Франсоа Митеран и бивш президентски съветник;
- Жак Атали – бивш президент на Европейската банка за възстановяване и развитие;
- Шарл Паскуа – бивш френски министър на вътрешните работи;
- Жан-Шарл Маршиани – бивш заместник-министър на вътрешните работи на Франция;
- Пол-Лу Сюлицер – френски интелектуалец и писател.

## История
Разследването на аферата, наречена по-късно от пресата „Анголагейт“, стартира през 1997 г. Арестите на основните заподозрени за незаконния износ на оръжие за Ангола лица се извършва през декември 2000 г.
Основните заподозрени са французинът Пиер Фалконе и Аркадий Гайдамак, израелски бизнесмен, родом от Съветския съюз с израелско, френско, анголско и канадско гражданство. Според водещата следствена версия през 1993 – 1998 г. чрез търговското дружество Brenco International, собственост на Фалконе, е извършена незаконна доставка на оръжие – танкове, самолети и артилерийски установки, произведено в Русия) за правителството на Ангола, която страна е под оръжейно ембарго от ООН заради бушуващата от 1975 г. гражданска война в страната. Общата стойност на оръжията е оценена на 790 млн. щ. дол.
Жан-Кристоф Митеран, който е съветник на баща си по африканските въпроси в годините 1986 – 1992, е обвинен в корупция, т.к. през 1997 г. според следствието получава 1,8 млн. дол. от Фалконе по договор за консултантски услуги (според обвинението по този начин е легализирана сумата на подкупа за Митеран). Подобни „консултантски услуги“ на Brenco International оказват Паскуа, Атали и Сюлицер. В действителност, според следователите, вместо „консултантски услуги“ те са упражнявали политическо и медийно прикритие за осъществяваните незаконни доставки на руско оръжие за анголското правителство.
През декември 2000 г. във Франция са арестувани Митеран, Фалконе и Сюлицер и е издадена международна заповед за арест на Гайдамак, който е напуснал страната. Митеран е освободен под гаранция през януари 2001 г. След напускането на предварителния арест той обвинява съдиите във вендета срещу него и семейството му. В онзи момент в. „Монд“, правейки аналогия със скандала „Уотъргейт“, го кръщава Анголагейт, което име е подето от световните медии. От предизборния щаб на Джордж Уокър Буш връщат сумата от 100 000 щ. дол. дарение за предизборната кампания на американския президент, т.к. сумата е преведена от жената на Фалконе, който е освободен от затвора през декември 2001 г. след заплащане на гаранция от 4,3 млн. щ. дол. През 2007 г. Гайдамак заявява в интервю, че случаят е „политическа манипулация, скалъпена срещу мен от Главното управление по външна сигурност на Франция“, като отрича да се познава с Фалконе и Митеран.
На 6 октомври 2008 г. започва съдебният процес срещу обвиняемите във френския съд. 42 души, включително Митеран, Фалконе, Сюлицер и други, са обвинени за различни престъпления: контрабанда на оръжие, незаконно получаване на средства, съучастие в извършване на престъпления. Фалконе и Гайдамак (съден задочно в негово отсъствие) ги заплашват присъди до 10 години лишаване от свобода. На следващия ден след началото на съдебния процес правителството на Ангола изисква от френските власти да го спре, т.к. той може да навреди на националната сигурност на африканската държава. Междувременно разследването установява, че подкупи са получили и високопоставени служители в Ангола, сред които фигурира и президентът на страната Жузе Едуарду душ Сантуш.
Скандалът не попречва на Фалконе да стане постоянен представител на Ангола в ЮНЕСКО, а Гайдамак – да се кандидатира за кмет на Ерусалим.

## Присъди
Парижкият наказателен съд обявява на 27 октомври 2009 година присъдите в процеса.
Френският бизнесмен Пиер Фалконе и израелският бизнесмен Аркадий Гайдамак са осъдени на по 6 години затвор. Те са признати за виновни, че в периода 1993 – 1998 г. са продали на Ангола оръжия от руско производство в нарушение на международното ембарго на страната, наложено от ООН.
Синът на бившия президент Франсоа Митеран – Жан-Кристоф Митеран, съветник на тогавашния вътрешен министър Шарл Паскуа по африканските въпроси, е осъден на 2 години затвор условно и глоба от 375 хил. евро.
Бившият префект на департамента Вар Жан-Шарл Маршиани е осъден на 3 години затвор, от които 21 мес. условно.
Бившият френски вътрешен министър Шарл Паскуа, сенатор от френската десница, е осъден на 3 години затвор, 2 от които условно, и глоба от 100 хил. евро за търговия с влияние. След произнасянето на присъдите Паскуа поисква от президента на Франция Никола Саркози да разсекрети информацията около всички оръжейни сделки по време на неговото управление на вътрешното министерство на Франция.